# Missioni cattoliche italiane
Le missioni cattoliche italiane sono organizzazioni religiose diffuse nei principali paesi che furono meta dell'emigrazione italiana a partire dalla fine dell'Ottocento. Con lo sviluppo delle migrazioni di massa, infatti, il clero italiano sentì l'urgenza di "accompagnare" all'estero i connazionali e, in particolare, quanti tra loro cercavano un impiego in paesi o regioni protestanti. Da un lato, essendo in maggioranza cattolici, numerosi italiani desideravano effettivamente incontrare sacerdoti e religiose che garantissero loro dei servizi pastorali nella lingua madre, condividendone la religiosità e la cultura. Dall'altro, la Chiesa temeva che l'emigrazione potesse favorire la secolarizzazione e la radicalizzazione politica, proprio negli anni in cui si diffondevano il pensiero e le organizzazioni legate al mondo operaio e socialista. Questo timore era accresciuto dalla temporaneità dell'esperienza migratoria: i costumi e gli atteggiamenti anti-clericali acquisiti dagli italiani all'estero sarebbero stati facilmente importati e diffusi nel paese d'origine, una volta che gli stessi emigrati fossero rientrati. Infine, gli imprenditori stranieri che sceglievano di assumere italiane e italiani favorivano la presenza di suore e di sacerdoti loro connazionali (ai quali si affidavano persino per attività di reclutamento dei lavoratori in Italia) che contribuissero a ridurne la conflittualità, coltivando in loro la fiducia nella provvidenza e il pensiero interclassista. 
Gli anni d'oro delle missioni cattoliche italiane furono quelli del secondo dopoguerra, quando la ripresa dell'emigrazione di massa consentì a quelle organizzazioni di svolgere attività di assistenza e di accompagnamento dei migranti anche rispetto a bisogni materiali, dalla ricerca dell'alloggio, ai servizi refettorio. Proprio per questo, le missioni si diffusero soprattutto in paesi come la Svizzera, la Germania e il Belgio, dove - secondo la politica migratoria che concepiva gli immigrati come Gastarbeiter - si favoriva un'immigrazione temporanea: e l'instabilità dei migranti ne aumentava i bisogni. Tra la fine degli anni Sessanta e i primi anni Settanta nella sola Confederazione Elvetica si contavano più di cento sedi di missioni cattoliche, che crearono anche una fitta rete di asili e scuole per figli di lavoratori italiani. In generale, per gli emigrati italiani queste realtà hanno rappresentato a lungo centri di aggregazione, dove era possibile trascorrere il tempo libero con i compaesani, assistere a rappresentazioni teatrali, partecipare a feste tradizionali, vedere film insieme.